# 宰齊 (切爾尼戈夫區)
51°28′7″N 31°7′23″E / 51.46861°N 31.12306°E

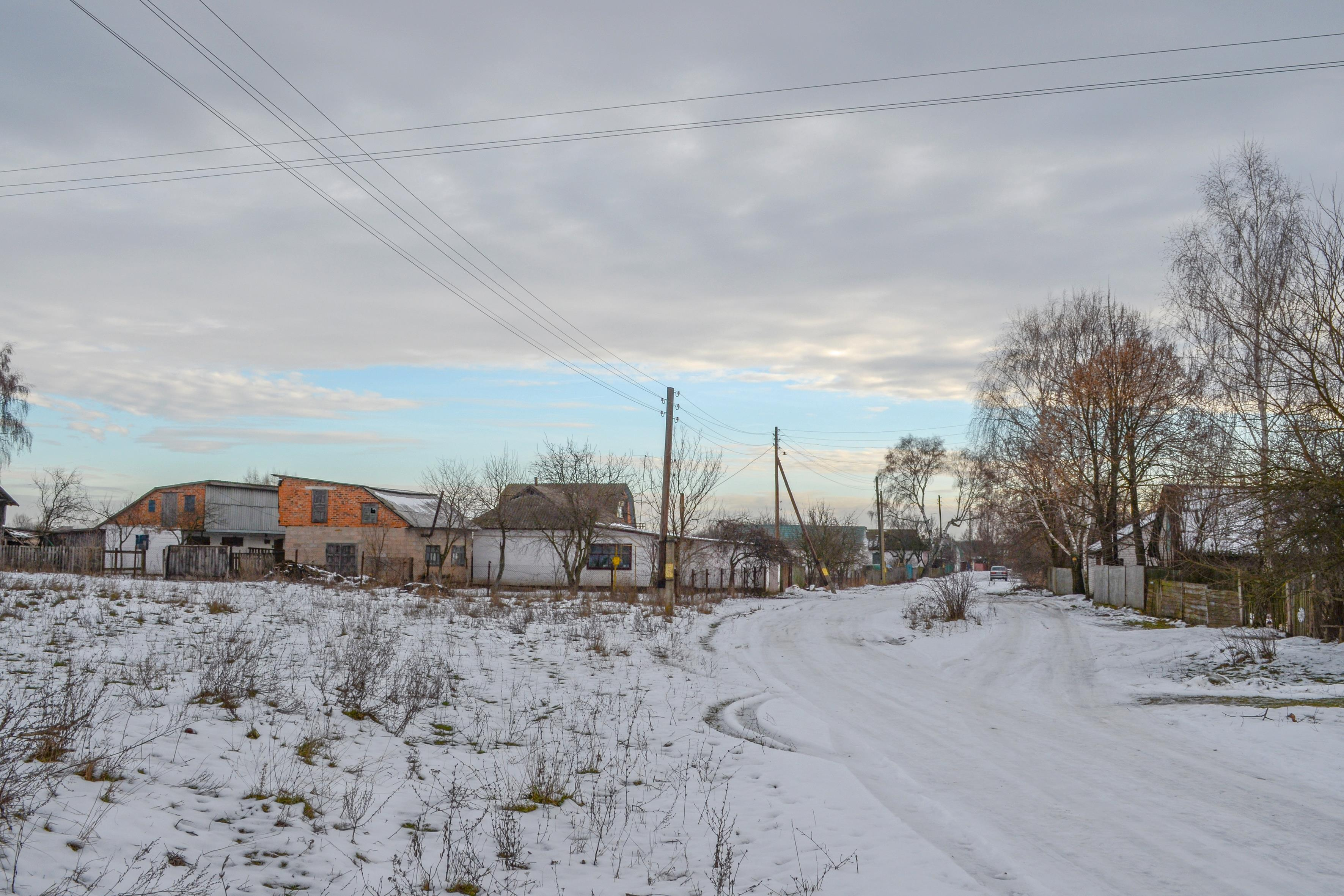

宰齊（烏克蘭語：Зайці），是烏克蘭北部切爾尼希夫州切爾尼希夫區米哈伊洛-科秋宾斯凯市镇的村落。始建於1660年，面積1.12平方公里，海拔高度139米，2001年人口309，人口密度每平方公里275.9人。